# Cine Theatro Brasil
O Cine Theatro Brasil, atualmente chamado Cine Theatro Brasil Vallourec, é um prédio histórico de Belo Horizonte, construído em 1932 na Praça Sete de Setembro para funcionar como o principal cinema e maior teatro da cidade. Trata-se de um grande edifício de 11 andares cuja fachada em ângulo curvilíneo marca a esquina da Avenida Amazonas com a rua Carijós. Desenhado pelo arquiteto Alberto Murgel, é um dos precursores do concreto armado e traz a fachada em pó-de-pedra, acabamento típico do estilo arquitetônico art déco.

## História
Em 2000, depois de desativado o cinema, uma decisão judicial invalidou o tombamento do edifício conduzido pelo Conselho de Patrimônio de Belo Horizonte. No mesmo ano, no entanto, o Cine Brasil foi tombado como bem cultural pelo Instituto Estadual do Patrimônio Histórico e Artístico de Minas Gerais.. Isso evitou que o cinema tivesse o mesmo destino do Cine Metrópole, demolido em 1983 após ser comprado pelo Bradesco.
Em 2006, foi adquirido pela empresa Valourec-Mannesmann, que pretende instalar no prédio um centro cultural voltado tanto para as artes cênicas quanto para outras atividades artísticas. Atualmente, o edifício passa por um processo de restauração.
Em 8 de outubro de 2013 o prédio foi reinaugurado com o nome Cine Theatro Brasil Vallourec, devido a Vallourec, que adquiriu o espaço e patrocinou todo o restauro. Segundo a empresa os investimentos totais foram de R$ 53 milhões, sendo 55% provenientes da Lei Rouanet e 45% de recursos próprios. Na reabertura, o Cine Theatro Brasil Vallourec recebeu a exposição Guerra e Paz, obra máxima daquele que foi um dos maiores artistas do Brasil, Cândido Portinari.